# Maxillaria broadwayi
Maxillaria broadwayi là một loài thực vật có hoa trong họ Lan. Loài này được (Cogn.) R.E.Schult. mô tả khoa học đầu tiên năm 1956.